# Nolan Arenado
Nolan James Arenado (Newport Beach, 16 aprile 1991) è un giocatore di baseball statunitense, di ruolo terza base per i St. Louis Cardinals della Major League Baseball (MLB).

## Carriera
Arenado venne selezionato nel secondo turno, come 59ª scelta assoluta del draft MLB 2009, dai Colorado Rockies. Debuttò nella MLB il 28 aprile 2013, al Chase Field di Phoenix contro gli Arizona Diamondbacks. Il giorno successivo fece registrare la sua prima valida contro i Los Angeles Dodgers. A fine anno divenne il primo rookie dal 1957 a vincere il Guanto d'oro nel ruolo di terza base. Il 5 aprile 2014 batté per la prima volta due fuoricampo contro i Diamondbacks nella vittoria per 9–4. L'8 maggio, Arenado batté il record di franchigia dei Rockies, battendo una valida per la 28ª gara consecutiva. Nella sua seconda stagione perse diverse gare per infortunio ma vinse comunque il suo secondo Guanto d'oro.
Nel 2015, Arenado fu convocato per il suo primo All-Star Game, finendo la stagione guidando la National League in fuoricampo (42, alla pari di Bryce Harper), punti battuti a casa (130) e basi totali (354). Vinse il suo terzo Guanto d'oro e il primo Silver Slugger Award, stabilendo anche un record MLB per una terza base con 89 battute da extra base, superando il precedente primato di Chipper Jones di 87 stabilito nel 1999.
Nel 2016, Arenado fu convocato per il secondo All-Star Game consecutivo e divenne il primo giocatore della storia a vincere il Guanto d'oro in tutte le sue prime quattro stagioni. L'8 agosto divenne il giocatore più giovane della storia della franchigia a battere 100 fuoricampo. La sua annata si chiuse con una media battuta di 0,294, guidando nuovamente la National League con 41 home run e guidando la MLB con 133 punti battuti a casa, classificandosi quinto nel premio di MVP della NL.
Il 2 luglio 2017, Arenado fu convocato come titolare per il terzo All-Star Game della carriera. Il 19 luglio stabilì i nuovi primati personali battendo tre fuoricampo e cinque valide contro i San Diego Padres, oltre a pareggiare il suo record di 7 RBI nella vittoria per 18−4. In quella gara pareggiò anche il record di franchigia di Jeff Cirillo e Todd Walker con 14 basi totali, diventando il primo giocatore della storia dei Rockies con 3 home run e 5 valide nella stessa gara. A fine vinse il suo quinto Guanto d'oro consecutivo, il terzo Silver Slugger Award e si classificò quarto nel premio di MVP dopo avere chiuso con una media battuta di 0,309, 37 fuoricampo e 130 RBI, quest'ultimo il secondo risultato della MLB.
Il 1º febbraio 2021, i Rockies scambiarono Arenado assieme alla somma di 50 milioni di dollari con i St. Louis Cardinals per Austin Gomber e i giocatori di minor league Mateo Gil, Tony Locey, Elehuris Montero e Jake Sommers.

## Palmarès

### Nazionale
- World Baseball Classic:  Medaglia d'Oro

Team USA: 2017

### Individuale
- MLB All-Star: 8

2015, 2016, 2017, 2018, 2019, 2021, 2022, 2023
- Guanti d'oro: 10

2013–2022
- Silver Slugger Award: 5

2015, 2016, 2017, 2018, 2022
- Fielding Bible Award: 3

2015, 2016, 2017
- Guanti di platino: 2

2017, 2018
- Capoclassifica della NL in fuoricampo: 3

2015, 2016, 2018
- Capoclassifica della NL in punti battuti a casa: 2

2015, 2016
- Giocatore del mese: 2

NL: (settembre 2015, luglio 2017)
- Giocatore della settimana: 5

NL: (24 agosto 2014, 28 giugno 2015, 17 aprile 2016, 23 luglio 2017, 24 giugno 2018)